# Гримучник гребненосий
Гримучник гребненосий (Crotalus willardi) — вид отруйних змій родини Гадюкові (Viperidae). Вид названий на честь американського герпентолога Френка Вілларда. Змія є офіційним символом-рептилією штату Аризона.

## Опис
Тіло завдовжки 30-60 см (максимум до 110 см). Забарвлення тіла темно-коричневе із світлим візерунком. По боках носа виступають дві лусочки у вигляді гребеня, через що змія отримала свою назву.

## Поширення
Гримучник гребненосий зустрічається в американських штатах Нью-Мексико, Аризона та у північних штатах Мексики. Змія полюбляє малозаселені гірські ліси та чагарники, тому із людьми зустрічається рідко.

## Отрута
Змія виділяє небагато отрути, тому смертельних випадків серед людей не зареєстровано. Проте укус може викликати біль та набряк у вкушеному місці, що проходить через день-два.

## Підвиди
| Підвиди            | Автор                  | Англійська назва                   | Ареал підвиду                                                         |
| ------------------ | ---------------------- | ---------------------------------- | --------------------------------------------------------------------- |
| C. w. amabilis     | Anderson, 1962         | Del Nido ridge-nosed rattlesnake   | Mexico in north-central Чіуауа                                        |
| C. w. meridionalis | Klauber, 1949          | Southern ridge-nosed rattlesnake   | Мексика: південь Дуранго та захід Сакатекас                           |
| C. w. obscurus     | Harris & Simmons, 1974 | Animas ridge-nosed rattlesnake     | США: Аризона та південний край Нью-Мексико; Мексика: Чіуауа та Сонора |
| C. w. silus        | Klauber, 1949          | Chihuahuan ridge-nosed rattlesnake | Західна Чіуауа та Східна Сонора                                       |
| C. w. willardi     | Meek, 1905             | Arizona ridge-nosed rattlesnake    | схід Аризони та північ Сонори                                         |